# Experimentell musik

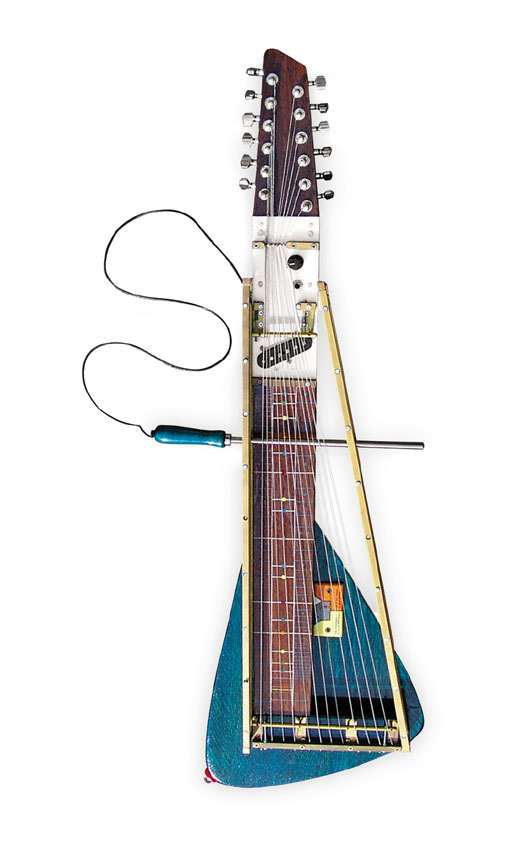
Moodswinger, Yuri Landman

Experimentell musik är musik som bygger på experiment samt en improviserad spelteknik och utforskande attityd till musikskapandet. Sådan musik skapas både inom konstmusiken, rock (se experimentell rock) och elektronisk musik.
Genrer som brukar förknippas med experimentell musik är bland andra avantgarde, ambient, jazz, artrock, postrock noisepop och noiserock. Den italienska kompositören Luigi Russolo är en av flera föregångare inom konstmusiken.

## Exempel på artister inom olika genrer

### Rock
- Ataxia (John Frusciante)
- Buckethead
- Deerhunter
- Frank Zappa
- The Mars Volta
- Sonic Youth
- Laurie Anderson
- Brian Eno
- The Beatles

### Folk
- Tom Waits
- Animal Collective
- CocoRosie

### Elektronisk musik
- Björk
- Aphex Twin
- Boards of Canada
- múm
- Xavi Lloses